# Medaile Marie Dickinové
Medaile Marie Dickinové (anglicky PDSA Dickin Medal) je britská válečná medaile udělovaná od roku 1943 výhradně zvířatům. Jsou jí oceňována zvířata, která projevila mimořádnou statečnost ve válečné službě. Je to jakási zvířecí obdoba Viktoriina kříže, nejvyššího britského vojenského vyznamenání za chrabrost. Medaile je vyrobena z bronzu a na lícní straně má nápis Za statečnost, na rubu pak stojí My také sloužíme, obojí ve vavřínovém věnci.

## Historie
Medaili uděluje dobročinná organizace (anglicky People's Dispensary for Sick Animals, PDSA) za činy, které zvířata ve válce vykonala. Medaile byla vydána v roce 1943 na počest zakladatelky PDSA Marie Dickinové.
Během druhé světové války byla medaile udělena jedné kočce, třem koním, osmnácti psům a třiceti dvěma holubům. Některé z těchto medailí již byly vydraženy. V roce 1993 byla medaile kočky Simon, maskotu lodi Amethyst, prodána za 23 tisíc liber.
Jedním z vyznamenaných psů byl i německý ovčák Antis, který spolu se svým majitelem palubním střelcem Václavem Robertem Bozděchem nalétal v bombardéru 311. československé bombardovací perutě RAF na 30 misí. Je to jediný pes, o němž je známo, že za 2. světové války létal v bombardéru. Antis byl několikrát zraněn a přežil i nouzové přistání. Medaile mu byla udělena v roce 1949. Antis se tak stal jedním z prvních zvířat, jež nepocházelo z Británie, které toto prestižní vyznamenání za mimořádnou statečnost ve válečné službě získalo.